# Oberliga Nord 1961/62
In 1961/62 werd het vijftiende kampioenschap gespeeld van de Oberliga Nord, een van de vijf hoogste klassen in het West-Duitse voetbal. Hamburger SV werd kampioen en Werder Bremen vicekampioen. Beide clubs plaatsten zich voor de eindronde om de Duitse landstitel. Werder werd in de voorronde door FC Schalke 04 uitgeschakeld en HSV werd derde in zijn groep.

## Eindstand
| Plaats | Club                   | Wed. | W  | G  | V  | Saldo  | Ptn. |
| ------ | ---------------------- | ---- | -- | -- | -- | ------ | ---- |
| 1.     | Hamburger SV           | 30   | 24 | 2  | 4  | 100:34 | 50   |
| 2.     | Werder Bremen          | 30   | 18 | 8  | 4  | 87:33  | 44   |
| 3.     | VfV Hildesheim         | 30   | 20 | 2  | 8  | 77:40  | 42   |
| 4.     | FC St. Pauli           | 30   | 17 | 6  | 7  | 72:51  | 40   |
| 5.     | Holstein Kiel          | 30   | 17 | 3  | 10 | 84:52  | 37   |
| 6.     | Eintracht Braunschweig | 30   | 13 | 10 | 7  | 67:55  | 36   |
| 7.     | VfL Osnabrück          | 30   | 12 | 6  | 12 | 40:52  | 30   |
| 8.     | VfR Neumünster 1910    | 30   | 12 | 3  | 15 | 48:56  | 27   |
| 9.     | ASV Bergedorf 85       | 30   | 10 | 7  | 13 | 45:55  | 27   |
| 10.    | VfB Oldenburg          | 30   | 11 | 3  | 16 | 42:59  | 25   |
| 11.    | Altonaer FC 1893       | 30   | 10 | 4  | 16 | 47:79  | 24   |
| 12.    | Concordia Hamburg      | 30   | 8  | 7  | 15 | 47:50  | 23   |
| 13.    | Hannover 96            | 30   | 6  | 11 | 13 | 47:60  | 23   |
| 14.    | TuS Bremerhaven 93     | 30   | 8  | 7  | 15 | 35:65  | 23   |
| 15.    | Bremer SV              | 30   | 6  | 6  | 18 | 40:84  | 18   |
| 16.    | Eintracht Nordhorn     | 30   | 4  | 3  | 23 | 42:95  | 11   |

|  | Kampioen, geplaatst voor nationale eindronde |
|  | Geplaatst voor nationale eindronde           |
|  | Degradatie                                   |

## Promotie-eindronde

### Groep A
| Plaats | Club                | Wed. | Wa | G | V | Saldo | Ptn. |
| ------ | ------------------- | ---- | -- | - | - | ----- | ---- |
| 1.     | SV Arminia Hannover | 6    | 6  | 0 | 0 | 20:04 | 12   |
| 2.     | TSV Uetersen        | 6    | 3  | 2 | 1 | 08:13 | 8    |
| 3.     | Heider SV           | 6    | 2  | 0 | 4 | 12:08 | 4    |
| 4.     | SSV Delmenhorst     | 6    | 0  | 1 | 5 | 05:20 | 1    |

|  | Promotie naar Oberliga Nord 1962/63 |

### Groep B
| Plaats | Club                | Wed. | Wa | G | V | Saldo | Ptn. |
| ------ | ------------------- | ---- | -- | - | - | ----- | ---- |
| 1.     | VfB Lübeck          | 6    | 3  | 2 | 1 | 15:07 | 8    |
| 2.     | Leu Braunschweig    | 6    | 2  | 4 | 0 | 11:19 | 8    |
| 3.     | SC Victoria Hamburg | 6    | 1  | 4 | 1 | 13:12 | 6    |
| 4.     | SV Hemelingen       | 6    | 0  | 2 | 4 | 06:17 | 2    |

De amateurs van Werder Bremen werden kampioen in Bremen, omdat zij niet konden promoveren nam tweede in de stand, SV Hemelingen hun plaats in. 
|  | Play-off voor promotie naar Oberliga Nord 1962/63 |

|              |            |       |                  |                             |
| 16 juni 1962 | VfB Lübeck | 4 - 3 | Leu Braunschweig | Millerntor-Stadion, Hamburg |
| 16 juni 1962 |            |       |                  | Millerntor-Stadion, Hamburg |